# Queensberry
Queensberry est un groupe musical féminin allemand créé 2008. Le groupe a été formé lors de la septième saison allemande de Popstars ; il est composé de Leonore Bartsch, Gabriella De Almeida Rinne, Antonella Trapani, et Victoria Ulbrich.
Leur premier album intitulé Volume I sort le 12 décembre 2008 dans les régions germanophones de l'Europe, avec le single No Smoke, une nouvelle version de la chanson d'Eva Avila, gagnante de Canadian Idol en 2006.
En décembre 2009, pour la bande-originale du film Alvin et les Chipmunks 2, le groupe enregistre The Song en duo avec les Chipettes.

## Discographie

### Album
| Année | Album     | Classement des ventes | Classement des ventes | Classement des ventes |
| Année | Album     | Allemagne             | Autriche              | Suisse                |
| ----- | --------- | --------------------- | --------------------- | --------------------- |
| 2008  | Volume I  | 6                     | 3                     | 12                    |
| 2009  | On My Own | 26                    | 49                    | 77                    |

## Singles
| Année | Single                                   | Classement des ventes | Classement des ventes | Classement des ventes | Classement des ventes | Album           |
| Année | Single                                   | ALL                   | AUT                   | SUI                   | UE                    | Album           |
| ----- | ---------------------------------------- | --------------------- | --------------------- | --------------------- | --------------------- | --------------- |
| 2008  | "I Believe in X-Mas" (Popstars-Allstars) | 14                    | 13                    | 45                    | 53                    | non-album track |
| 2008  | "No Smoke" 1                             | 23                    | 57                    | 22                    | 109                   | Volume I        |
| 2009  | "I Can't Stop Feeling" 1                 | 23                    | 57                    | 40                    | 125                   | Volume I        |
| 2009  | "Too Young"                              | 5                     | 12                    | 33                    | 24                    | On My Own       |
| 2009  | "Hello (Turn Your Radio On)"             | 4                     | 12                    | 29                    | 16                    | On My Own       |

1:Double A-Side: I Can't Stop Feeling / No Smoke.